# Ллойд, Даниэль
Даниэль Ллойд (англ. Danielle Lloyd; род. 6 декабря 1990, Ливерпуль, Англия) — британская модель.

## Биография
Даниэль Ллойд родилась в английском городе Ливерпуль. Её отец, Артур Ллойд, был инженером, а мать Джэки Ллойд — банковской служащей. В возрасте трёх месяцев Даниэль переболела коклюшем, который привёл к развитию астмы.
С 1995 года она училась в школе Haileybury. Сейчас Даниэль утверждает, что в школе над ней все издевались, но, по словам её учителей, ничего подобного не было, скорее она сама могла поиздеваться над кем-нибудь. В школьные годы она часто участвовала в различных конкурсах в Ливерпуле и его окрестностях. После окончания школы она решила строить карьеру сразу в двух областях: модельный бизнес и в качестве косметолога, специализирующегося на массаже. Она является квалифицированным специалистом по ногтям.
Вскоре после начала карьеры модели у Ллойд произошёл серьёзный конфликт с её бойфрендом, в результате которого ей пришлось выпрыгивать из едущего автомобиля. Из-за этого инцидента у нее появилось множество тяжёлых ссадин и кровоподтёков на теле и потеря большей части волос головы.
17 июля 2004 года Даниэль Ллойд была коронована как Мисс Англия, и выбрана представлять Англию на конкурсе Мисс Мира 2004. 26 февраля 2006 года Даниэль была названа Мисс Великобританией, а 2 ноября этого же года она была лишена титула за появление в обнажённом виде на страницах журнала Playboy. Ещё одной причиной стали подозрения в любовной связи с одним из членов жюри конкурса — футболистом Тедди Шерингемом. Сама Даниэль утверждает, что их отношения начались уже после конкурса, но это ничего не меняет — для потери титула было достаточно обнажённых фотографий.
Вскоре последовали появления в журнале FHM и Maxim, в котором она стала финалисткой конкурса Miss Maxim 2006.
Она сделала три операции по увеличению груди, во время последней ей удалили доброкачественную опухоль в правой груди. После этого она сказала, что больше не будет делать пластических операций.
В 2007 году стала участницей реалити-шоу «Большой Брат — Звезды», из-за скандалов в котором потеряла несколько серьёзных рекламных контрактов. Сейчас она работает моделью для каталога розничной торговли Freemans, представляя в нём нижнее белье.

## Личная жизнь
В 2012—2014 годы Даниэль была замужем за футболистом Джейми О’Харой. У бывших супругов есть три сына: Арчи О'Хара (род. 11.07.2010), Гарри Джеймс О'Хара (род. 13.07.2011) и Джордж О'Хара (род. 29.08.2013).
В сентябре 2015 года Даниэль начала встречаться с электриком Майклом О'Нейллом, помолвка с которым состоялась полгода спустя. У пары есть сын — Ронни О'Нейлл (род. 13.09.2017) и дочь Отем Роуз О'Нейлл (род. 10.11.2021)